# Liste des conseillers départementaux du Cher
Pour un article plus général, voir Conseil départemental du Cher.

## Composition du conseil départemental duCher(38 sièges)
| Parti                                | Sigle | Élus |
| ------------------------------------ | ----- | ---- |
| Majorité (24)                        |       |      |
| Divers droite                        | DVD   | 15   |
| Union pour un mouvement populaire    | UMP   | 6    |
| Union des démocrates et indépendants | UDI   | 3    |
| Opposition (14)                      |       |      |
| Parti socialiste                     | PS    | 10   |
| Parti communiste français            | PCF   | 3    |
| Divers gauche                        | DVG   | 1    |
| Président du Conseil départemental   |       |      |
| Michel Autissier (UMP)               |       |      |

## Liste des conseillers départementaux duCher
| Canton                  | Conseiller départemental     | Parti | Parti |
| ----------------------- | ---------------------------- | ----- | ----- |
| Aubigny-sur-Nère        | Michel Autissier             |       | LR    |
| Aubigny-sur-Nère        | Anne Cassier                 |       | LR    |
| Avord                   | Christine Chapeau            |       | PS    |
| Avord                   | Pascal Méreau                |       | PS    |
| Bourges-1               | Yann Galut                   |       | PS    |
| Bourges-1               | Francine Gay                 |       | PS    |
| Bourges-2               | Irène Félix                  |       | PS    |
| Bourges-2               | Renaud Mettre                |       | PS    |
| Bourges-3               | Zehira Ben Ahmed             |       | PS    |
| Bourges-3               | Jean-Pierre Saulnier         |       | PS    |
| Bourges-4               | Véronique Fenoll             |       | LR    |
| Bourges-4               | Jacques Fleury               |       | LR    |
| Chârost                 | Philippe Charrette           |       | DVD   |
| Chârost                 | Nicole Progin                |       | DVD   |
| Châteaumeillant         | Marilyne Brossat             |       | DVD   |
| Châteaumeillant         | Daniel Fourre                |       | DVD   |
| Dun-sur-Auron           | Pascal Aupy                  |       | DVD   |
| Dun-sur-Auron           | Marie-Pierre Richer          |       | DVD   |
| La Guerche-sur-l'Aubois | Bernadette Courivaud         |       | PS    |
| La Guerche-sur-l'Aubois | Serge Méchin                 |       | PS    |
| Mehun-sur-Yèvre         | Sophie Bertrand              |       | DVD   |
| Mehun-sur-Yèvre         | Bruno Meunier                |       | DVD   |
| Saint-Amand-Montrond    | Annie Lallier                |       | UDI   |
| Saint-Amand-Montrond    | Emmanuel Riotte              |       | UDI   |
| Saint-Doulchard         | Françoise Le Duc             |       | DVD   |
| Saint-Doulchard         | Thierry Vallée               |       | UDI   |
| Saint-Germain-du-Puy    | Ghislaine de Bengy-Puyvallée |       | LR    |
| Saint-Germain-du-Puy    | Jean-Claude Morin            |       | LR    |
| Saint-Martin-d'Auxigny  | Fabrice Chollet              |       | DVD   |
| Saint-Martin-d'Auxigny  | Béatrice Damade              |       | DVD   |
| Sancerre                | Patrick Bagot                |       | DVD   |
| Sancerre                | Michelle Guillou             |       | DVD   |
| Trouy                   | Patrick Barnier              |       | DVD   |
| Trouy                   | Corinne Charlot              |       | DVD   |
| Vierzon-1               | Karine Chêne                 |       | PCF   |
| Vierzon-1               | Franck Michoux               |       | PCF   |
| Vierzon-2               | Jean-Pierre Charles          |       | PCF   |
| Vierzon-2               | Delphine Pietu               |       | PCF   |